# ホジュン 宮廷医官への道
『ホジュン 宮廷医官への道』（ホジュン きゅうていいかんへのみち、原題：「許浚」、朝鮮語: 허준）、あるいは『許浚 〜宮廷医官への道〜』は、1999年から2000年にかけて韓国MBCで放送されたテレビドラマである。

## 概要
1976年、李恩成（イ・ウンソン、朝鮮語: 이은성）が許浚の生涯を題材としてシナリオを書いた連続ドラマ『執念』がMBC（韓国文化放送）から放送された。李恩成はこれをもとに1990年、『許浚』を発表し、300万部を越えるベストセラーとなった。しかし、執筆中に李恩成が死去したため未完のままとなっている。
1999年には、『小説 東医宝鑑』を原作としてMBCが連続ドラマ『ホジュン』（全64話。放映期間：1999年11月 - 2000年7月）を放映し、韓国で63.5%の高視聴率を記録した。2003年には台湾で『医道：一代神医 許浚』という名で放映され、2005年には香港でも放映された。中国では2006年から正式放映された。
日本では『ホジュン 〜宮廷医官への道〜』というタイトルで2007年4月2日から同年6月29日までBS朝日で放送された。さらに同年7月2日から7月6日まではその名場面集が放送された。好評だったため同年8月29日より毎週水曜日22:00 - 22:54に毎週1話ずつ再放送した。なお、BS朝日では最終話を2回に分けて放送したため、オリジナル版の全64話完結に対し、全65話完結扱いであった。BS日テレで、2013年9月4日より12月4日まで毎週月曜～金曜16:00 - 17:00に放映、全64話。オリジナル版に比べれば、かなりのカットシーンがあった。
『小説 東医宝鑑』は日本で『許浚 - 医の道に辿りつく』（桐原書店、2003年、ISBN 4342625814、ISBN 4342625822）として翻訳されている。また、文庫版として『ホジュン 宮廷医官への道』（上中下巻、ランダムハウス講談社、2007年3月 ISBN 4270100877、ISBN 4270100885、ISBN 4270100893）が刊行されている。
2013年3月から9月まで、MBCで同作品のリメイク版である『亀厳許浚（邦題：ホジュン〜伝説の心医〜）』が放送された。

## ストーリー
16世紀中期の朝鮮時代、愛人の子として生まれ、密貿易・身分違いの結婚という大罪を犯したホ・ジュン（許浚）が、逃亡先で師匠となるユ・ウィテ（柳義泰：架空の人物）と出会ったことによって、「心医」の道を志す。さまざまな困難に苦戦するが、自分の正しさを信じ、自らの道を突き進む強い意志の持ち主。献身的な治療で、多くの人々を救うためにひとつでも多くの病の治療法を見つけるためにホ・ジュンは奮闘する。

## 登場人物

### 重要人物
許浚（ホ・ジュン）：チョン・グァンリョル
主人公。武官で地方長官であるホ・リュンと孫氏の間に庶子として龍川（ヨンチョン）に生まれる。学問や武芸を修めてきたが母親が賎民のために官職に就けず、密貿易などの自堕落な生活を送っていた。ある日、冤罪で父親を失い追われていた両班（ヤンバン 貴族）の娘イ・ダヒと出会い徐々に変わっていくが密貿易が発覚し逮捕され、父の手によって母とともに慶尚道の山陰（サヌム）という村に逃れる。やがて、医師ユ・ウィテとの出会いによって医術を学び、医員（医師）として病人を憐れむ真の心医を目指し、その後科挙を受け内医院（ネイウォン 宮中の医局）史上最高の成績で首席合格し宮廷医官となる。宮廷医官となってからも、皆が嫌う恵民署（ヘーミンソ）勤務を志願し、出世とは無縁の生活を送る。やがて恭嬪（臨海君・光海君の母）やその弟を見事治療するに至り、宣祖の信頼を得て参奉（チャンポン　従九品相当）から直長（チクチャン　従七品相当）へと抜擢される。その後も波は有ったが宣祖の信任を得て、内医正（ネイジョン　正三品堂下相当）のドジを差し置いて、僉正（チョムジョン　従四品相当）から正三品堂上官の御医（オイ、王の主治医）と春秋館編修官（チュンチュグァン　ピョンスグァン　正三品堂下から四品相当）に任じられ、念願の両班となる。この頃から、宣祖の後継者争いに否応無く巻き込まれることになり心を痛める。更に正一品・輔国崇禄大夫（ボグクスンロクテブ）に任じられる。宣祖の崩御に伴い罰せられ流刑となる。流刑になっても貧民を診療し、御医の頃から取りかかっていた医書の執筆に取り掛かり完成させる。光海君の恩赦により山陰に戻り、オグン、ホンチュン、コクセらとユ医院のあった場所で晩年まで貧民の診療を続けた。疫病の流行で、患者を治療するなか自らも感染してしまう。漢陽（ハニャン 現在のソウル）の内医院からかつての同僚たちが応援に駆けつけるが、患者の治療の最中に鍼を持ったまま息絶える。死後、陽平君を追号される。
イェジン（叡眞）：ファン・スジョン
幼い頃両親を亡くし、父親の友人ウィテに引き取られた女史。ユ医院で医術を学ぶようになる。父親は朝鮮全土を旅してきた医員である。ジュンがユ医院で頭角を現すようになってから心惹かれるようになる。やがて、師ウィテが亡くなる直前に山陰を発ち、漢陽に上京し医女になる。薬房妓生や、明の使者の伽を命じられる等波乱の多い人生で、内医女になった後、内医院でジュンとの仲が噂になり宮中で表面化、サンファにジュンのことを託し宮中を出て、以前難病（ハンセン病）患者の世話をした三寂（サムジョク）寺に戻り、余生をサムジョク大師の下で働く決意をする。ジュンの死後、彼の墓を女弟子と共に訪れる。
イ・ダヒ（タヒ）（李多喜）：ホン・チュンミン
両班で司憲府大司憲（サホンブ　テサホン　従二品相当）を前官として歴任したイ・ジョンチャン（李正賛）の娘。謀反人として逃亡途中に父親を亡くしたタヒをジュンが気の毒に思い葬儀を出してやったことがきっかけでお互いに惹かれるようになる。その後も追われていたタヒだったがその汚名をジュンが雪いで身分を回復、一旦はジュンと離ればなれになるが、ジュンに再会するため一途に彼の後を追い、身分を捨てて結婚する。ジュンのためなら、いかなる苦労もいとわない妻の鑑。正に“糟糠の妻”である。
ユ・ウィテ（柳義泰）：イ・スンジェ
慶尚道山陰（サヌム）の医師。ジュンの師匠で彼に医術と、医師としての心を教える。一時ジュンを破門するが、ジュンが科挙に向かう途上で貧民から診療を懇願され応じたことを知り、心医への強い志を認め復帰を許した。後に家族に捨てられながら貧しい人々を治療するうちに、反胃（胃がん）に罹り、死期の近いことを悟ると、愛弟子であるジュンに対し、自らの体に当時禁じられていた解剖を行い、全身の骨格、筋肉、各臓器の形と機能を確認し、十二の経絡とその要所を詳細に観察にすることで、己の医術をさらに進歩させ、それによって病に苦しむ一切の人々に仕えよと遺言を残し、手首を切り自害する。17世紀に実在した劉爾泰（ユ・イテ）をモデルとする架空の人物。
ユ・ドジ（トジ）（柳道知）：キム・ビョンセ
ウィテの息子。父と同じ医師であるが性格は母親譲りの傲慢で、患者に対しての配慮が欠け、優秀なジュンに並々ならぬ敵対心を抱く。やがて、科挙を受け合格したものの父から絶縁される。内医院に入った当初は、ヤン・イェスに目をかけられ、参奉（従九品相当）の任官から奉事（ボンサ　従八品相当）、直長（従七品相当）、主簿（チュブ　従六品相当）と順調に出世街道を歩み世渡り上手な所を見せるも、女性問題などで遣明使節団医員に左遷され絶望の日々を送る。時は流れて内医正（正三品堂下相当）となり、ジュンが御医となってもそのまま留任したが、今までの医道姿勢を改心。ジュンが流刑になった後は御医となり、流刑地のジュンと呼応して医書の執筆に尽力する。
イム・オグン（林五根）：イム・ヒョンシク
ユ医院で働くウィテの一番弟子だが医術はいまいちである。ジュンとともに科挙を受け二次試験で落第する（一次試験もジュンにヤマを教えてもらっていた）が、のち内医院の薬房で働く種薬署員となり、内医女のホンチュンに一目惚れする。紆余曲折を経て無事ホンチュンと結婚し、養女をもらう。恩赦を得て山陰に戻ったジュンに、ユ医院で開業するよう提案してホンチュン、コクセらと共に山陰で貧民の救済に寄与した。
ク・イルソ（具一筆）：イ・ヒド
山陰の猟師で白丁（ペクチョン、朝鮮時代での最下位の身分）出身。のち漢陽に引っ越し、オグンのつてでヤンテとともに薬材商を営む。熊胆（ユウタン）などを獲る猟師の頃は貧乏だったが、薬材商になってからは成金になった。ドラマ当初からジュン一家についてまわったが、最後の山陰には同行せず、ジュンの死に目に会えなかった。
ヤンテ（良太）：イム・デホ
ジュンの子分。ジュンから叱られることも多いが、頼もしい弟的存在。山陰に来てからはイルソについて狩りを手伝う。
キム・ミンセ（金民世、サムジョク（三寂）大師）：チョン・ウク
かつて内医院の宮廷医官で、御医ヤン・イェスに後継者として指名される程の医術の持ち主。ウィテとは古くからの親友で物心両面において三寂寺を援助してもらう。内医院で同期のアン・グァンイクの妹と結婚、息子サンファをもうけるが難病患者にさらわれ、必死の捜索も叶わずサンファを失うことに。難病患者一家の居所を捜し出し、見境もなく一家を殺めてしまう。我に返り、一人残された少年に懺悔し、亡き息子サンファの名前を与え養子とするが、妻も心労から首を吊って自殺。その後御医ヤン・イェスから咎め無しと内医院に留まるよう説得されるが、内医院を辞めることに。まもなく出家し三寂寺を建てて難病患者の治療にあたり生活を共にする。紹介状の件で破門され、ユ医院を追い出され路頭に迷っているジュンを三寂寺に連れて行き医術を教えた。
ヤン・イェス（楊禮壽）：チョ・ギョンファン
先代王の時代より宮中の御医（王の主治医）を務める内医院最高の実力者。かつて、ウィテと“九針の戯”で争って敗れ、ひどい屈辱を受けた。ウィテの実子であるドジとウィテの弟子であるジュンが内医院に現れたことに驚愕するも、彼らの実力を比較的公平に見極めた。ジュンが御医になってからは、御医の役目を殆ど任せるほどジュンの医術を信頼していた。実在人物。

### ホ・ジュンの家族
ソン氏（孫氏）：チョン・ヘソン
ジュンの母、ホ・リュンの妾で賎民。医員を目指すジュンを優しく見守る。ジュンの真っすぐな行動に、すぐ寝込んでしまい、何かと足を引っ張る存在である。ジュンが流刑中に死亡し、ジュンは死に目に会えなかった。
ホ・ギョム（許謙）：オ・テギョン
ジュンとタヒの長男。貧しい暮らしでも立派に育てたいというタヒの執念で、幼い頃から書堂（ソダン 塾）に通い、自分の身分ではかなわぬと知りながら、科挙に合格し官僚になることを夢見る。ジュンが御医になり、両班になったことで科挙を受験して合格し、後に寧越県監（ヨンウォル　ヒョンガム　従六品相当）になった。

### ユ・ウィテ、ドジの家族
オシ（呉氏）：パク・チョンス
ウィテの妻。金と出世に強く執着する。患者のことしか考えない夫を理解できず、息子のドジに夢を託し、ドジの出世の邪魔をするジュンを目の敵にする。ドジが明にいる間に重病を患い命の危機に陥るが、ジュンに助けられたことにより、ジュン一家と和解する。その後、ドジ夫妻に故郷の寺にて余生を過ごすことを告げ、ジュンにはドジのことを託し、物語からは退場した。
クォン・スクチョン：チョ・ヒョンスク
ドジの妻。訳官の最高位に就いたクォン・ヒョスクの一人娘。ジュンやタヒに好意的。

### ク・イルソの家族
ハマン：キム・ヘスク
イルソの妻。金持ちの家で手伝いをしながら生活費を稼ぐ。顔の広さは山陰一。喋りたがりな性格で噂好き。いつもイルソを怒鳴りつけては、他人の家のことに首を突っ込む。漢陽で成金になってからも、下衆な性格は変わらず、使用人を叱りつけたり、金に汚い所を見せたりしていた。
オンニョン：チェ・ウンジュ
イルソの一人娘。口達者なところは母親そっくり、単細胞なところは父親そっくり。嫁入り前は、ギョムと結婚すると公言して憚らなかった。

### ユ医院
コクセ：シン・グク
ユ医院の薬草採り。優しい性格で、唯一ジュンに心を開く。ウィテからユ家膏薬の秘伝を教えられ、オグンと商売としていた時期がある。ジュンが山陰に戻った時にジュンの医院を手伝う。オグンに「この歳で耳も歯も丈夫」と言われて撹鑠としている様子。温厚な性格は相変わらずであった。
プサンポ：ナ・ソンギュン
ユ医院の最年長の薬草採り。自分の地位を脅かすジュンを毛嫌いする。
ジャンセ：ムン・ヨンミン
ユ医院の薬草採り。暴れん坊で、女と酒がないと生きていけない。ジュンを邪魔者扱いする。
ヨンダル：イ・ウンチョル
ユ医院の一番若い薬草採り。兄弟子と一緒にジュンをのけ者にする。
ハン執事：チャ・ユンフェ
ユ家の執事。
ハドン：イ・スク
ユ家のお針子。時々手伝いに来るハマンとは犬猿の仲。オグンといい仲だったが一方的に裏切られる。
ユウォル：シン・スンイム
ユ家のお手伝い。のちヤンテの妻となる。

### 山陰（サヌム）の人々
アン・グァンイク（安光翼）：ハン・インス
かつて内医院の宮廷医官だった。同期のミンセ（サムジョク大師）とは妹婿の間柄で、内医院を辞めてからは山中に籠もって獣の解剖に奔走する。導引術をよく実践し世間に広める。ジュンの“もう一人の師匠”でもある。
キム・サンファ（金相和）：ヨ・ヒョンス
サムジョク大師の養子。ハンセン病患者の両親のもとに生まれる。幼い頃不幸な出来事で親兄弟を失い、サムジョクに引き取られる。最初はサムジョクを憎んだが、ハンセン病治療に命を賭ける姿を見て改心する。のちジュンのもとで医術を学び恵民署へ、最初は種薬署員やがて参奉（従九品相当）の医官になる。壬辰倭乱の時に医書を持って逃亡中、自らおとりになって日本の足軽兵の火縄銃により命を落としたと思われたが生きていた。
スヨン：クォン・ヨヌ
ハンセン病患者として三寂寺に引き取られる。サンファを実の兄のように慕う。やがて完治し、医女としてサンファとともに恵民署へ。

### 内医院（ネイウォン）、恵民署（ヘミンソ）
キム・ウンテク：パク・クァンナム
内医院の判官（パングァン　従五品相当）。大した医術もないが、御医ヤン・イェスの機嫌をうかがいながらここまで出世してきた。内医院に入った頃のドジに賄賂（金塊）を貰いいかなることにも肩を持つ反面、初登院で遅刻（タヒの流産のため）したり、自分の馴染みである両班宅へ行き診察し、補薬を差し上げるよう指示したものの、健康上差し支えないと補薬を持ち帰ったジュンを目の敵にしている。その後チャン・ハクトの請願で御医ヤン・イェスが薬房を直々に監査したところ、勝手に薬材を使い回していたことが発覚して御医の怒りを買い、ソン・ハッキュとともに恵民署に左遷される。恵民署でも「雑務処理に追われて…」と弁明するものの、新任の内医院の都提調（トジェジョ 内医院を統括する最高責任者）となったソン・インチョルから「診察もせず、雑務で俸禄を貰うとは何事か」と一喝される。
ソン・ハッキュ：ムン・ヒウォン
内医院の主簿（従六品相当）。いつもウンテクについて回る。
キム・マンギョン（金萬慶）：メン・サンフン
両班出身の儒医。奉事（従八品相当）のち、直長（従七品相当）に昇進。酒豪のうえ無鉄砲な性格だが正義感は人一倍。自らすすんで10年以上も誰もが嫌がる恵民署で貧しい患者に接する。ジュンの良き友。
イ・ミョンウォン（李明元）：ホン・ソンフン
ジュンの同期生。チャン・ハクトとは幼馴染み。ジュンの心強い仲間。のち、判官（従五品相当）となる。
チャン・ハクト（張學道）：チョン・スンホ
ジュンの同期生。口の悪いお調子者だがジュンの良き理解者。ジュンと一緒に恵民署勤務を命じられる。のち、主簿となる。
チョン・テウン：チョン・ホグン
内医院の医官。奉事（従八品相当）。ドジを出世頭と見るや目ざとく近づいて協力するが、ジュンが出世すると見切りをつけ寝返る。疫病が発生しても、何だかんだと理由をつけて現地に行きたがらない蝙蝠男。
内医女ホンチュン（紅春）：チェ・ラン
お産に関しては宮廷一の知識の持ち主。先代王の頃より産室庁で活躍したが、鍼の事故の責任をとらされ内医院から恵民署へ。のちオグンの妻となり、御医女となる。ジュンが山陰に戻った時には、夫と一緒に医院を手伝った。
御医女トクム：オム・ユシン
恵民署の医女たちを取りまとめる責任者。ホンチュン同様、薬の事故で内医院から追い出される。医女たちには母親的存在。生涯独身。
医女ソヒョン：ソン・ヒョナ
医女仲間ではトップクラスの頭脳を持ち、医女としての志とプライドが高く御医女を目指す。医女には、鍼を扱うことは医務官を侮辱するとして禁じられているが、患者の急な病の変化にも対応できる程の鍼の腕前を持つ。番長格のケグムやセヒも彼女には一目置いている。のち医女になったイェジンの良きライバル。イェジンより一足早く内医院に配属となり、ジュンが内医院配属の医員になってからはイェジンとともにジュンを補助する。
医女チェソン：イ・ジュヒ
医女なのに医術の知識も技もない落ちこぼれだが、按摩の腕は天下一品。将来、殿下（王）に按摩をすることを夢見ながら、後に疫病で呆気なく死亡してしまう。
医女セヒ：イ・ヒョンギョン
途中から入ったイェジンに意地悪をする。美貌を買われて宮廷の医女に選ばれドジに一目惚れするも、素っ気なくあしらわれた結果、ドジと一夜を共にしたと偽装し、更にそれを宮中に言いふらしてドジを左遷させることに成功する。その後は何事も無かったかのように、のち内医女に昇格し白髪になるまで内医院に勤務した。
医女ケグム：キム・ウンス
後輩医女を取り仕切る番長的存在。新人医女をいじめる。
医女オンジ：イ・イプセ
ケグム、セヒとともにイェジンをいじめる。
内医院の内医女：キム・ヘジョン
ホンチュンとは同格の内医女だが犬猿の仲。自分の地位が揺らぐため、御医女トクムが推薦した優秀なソヒョンやイェジンを内医院の医女に起用せず、チェソン、セヒ、オンジを自らの判断で起用するなど身勝手な一面があるが、明国の使者の伽を命じられたイェジンが自殺を図った時、鍼治療で一命を取り留めたり、恭嬪が逆子で難産の時、ドジの助言（実はホンチュンの知識）で無事出産させるなど医術的に優れたところもある。
医女オクチョン：イ・スンア
医女チェリョン：コ・ジョンミン

### 義禁府（ウィグムブ）
イ・ジョンミョン（李鐘鳴）：イム・ホ
吏曹佐郎（イジョジョワラン　正六品相当）から、捕盗庁従事官（ポドチョン　チョンサガン　従六品相当）に左遷され、権力争いに巻き込まれ、チョン・ソンピルの陰謀にはめられることになる。イェジンに恋心を抱くが、イェジンがジュンを慕っていることを知りつつ愛を告白するものの、謀反を起こしたとして捕らえられ死罪を言い渡され、皮肉にもイェジンにより運ばれた賜薬（サヤク 王命による毒殺刑）を飲み無念の死を迎えることとなる。
ペ・チョンス：チョン・ミョンファン
義禁府の武官で元捕盗庁の従事官。マンギョンの幼馴染み。義州（ウィジュ）で兵馬都尉（ピョンマトウィ　従六品相当）を務めていたときジュンを密貿易で捕まえたことがある。

### 王室、王族
宣祖：パク・チャンファン
朝鮮第14代王。ジュンの医術を高く評価し信頼する。壬辰倭乱（イムジンウェラン、文禄の役）ではぐれた彼を王命に背いたのではないかと失望するが、誤解が解け再び信頼する。
恭嬪金氏：パク・チュミ
宣祖の第1側室。国王の寵愛を受け、病弱の正室（王妃）に代わり2人の王子臨海君（イムヘグン）と光海君（グァンヘグン）を儲けたが、新しい側室に寵愛が移り、不遇の晩年を過ごす。
仁嬪金氏：チャン・ソヒ
宣祖の第2側室。養和堂（ヤンファダン）。恭嬪に代わり国王の寵愛を受け信城君（シンソングン）、定遠君（チョンオングン）をはじめ多くの王子をもうける。後の王、仁祖の祖母
仁穆王后：ホン・ウニ
宣祖の継妃。後に王座をめぐる対立で、光海君に幽閉され西宮と蔑まれ、愛息・永昌大君を殺されるが、仁祖のクーデターで解放される。
光海君：キム・スンス
恭嬪の第2王子、のちの朝鮮第15代国王。幼い頃からホ・ジュンを目の当たりにし、一人の人間として尊敬する。父王の死後、波乱の在位を過ごし、継母である仁穆大妃を西宮に幽閉し、その子である永昌大君を蒸殺したため、燕山君に次ぐ「暴君」とされる。クーデターにより江華島へ流刑されたのち、流刑先を済州島へ移すこととなる。
嬪宮柳（ユ）氏
光海君の正室。中殿になるも、クーデターにより夫とともに流刑。

### 宮廷の重臣
チョン・ソンピル（鄭成弼）：パク・ヨンジ
光海君の王位継承を妨げようと画策する。西人の重臣。
ソン・インチョル（成仁哲）：ピョン・ヒボン
昌寧に在住していた時に妻の病気をジュンに治してもらってから、ジュンには絶大な信頼を寄せる。前右議政。のちに左議政（チャイジョン　正一品相当）として復帰し、内医院の都提調（トジェジョ　正一品相当）を兼ねジュンと再会する。王位継承における派閥争いには光海君派としてジュンの協力を求める。モデルは宣祖の左議政であった嬪宮の父、柳希春（ユ・ヒチュン）。
ジョン・ジャク（鄭錯）：パク・チョングァン
内医院の元判官。両班出身の儒医で、ジュンの実力を高く評価する。王位継承問題にはソン・インチョルとともに光海君を支持する。
キム・ゴンリャン：チェ・サンフン
仁嬪の兄。ドジが優秀な医官と知り仁嬪の世話を頼む。チョン・ソンピルとともに光海君を陥れようとする。

### その他
ホ・リュン（許崙）：チュ・ヒョン
ジュンの父。妾の子であるジュンに武術と学問を教え育ててきたが、身分のくびきの中で苦しむ息子の姿を見て新しい人生のチャンスを与える。
ソン・インチョルの妻：ユン・ヨジョン
ジュンに中風治療を受け、完治する。モデルは宋徳奉（ソン・トクポン）。
キム・ビョンジョ（金丙祖）：イ・ヨンホ
恭嬪の弟。口眼咼斜（こうがんかしゃ 顔面が麻痺し、口が歪んでしまう）という持病があり、最初ドジが治療を行い一旦完治したものの再発、都提調ソン・インチョルの命令で同じ症状の患者を完治させたジュンが診ることになる。ジュンは脈診で初期の反胃（胃癌）であることを突き止め、その後口眼咼斜ともども完治させる。治療中、傲慢で身勝手な性格からジュンに大怪我を負わせるが、完治してからは見違えるほど性格が変わり、ジュンに感謝していた。
スンドク：ク・ミンジ
ジュンの患者第1号。若い娘ゆえ結婚を前にして、ひどい腋気（わきが）を悩み首を吊って意識不明のまま両親にジュンの家へ運ばれる。
ドルセ：イ・ゲイン
母親の病気を治療させようと、ジュンの最初の科挙受験を最後まで引き留める。母親は一旦回復したものの、ジュンから「この薬を飲ませ過ぎると目が見えなくなる」と事前に注意を受けながら守らず、視力を失った母親を治療しろとジュンに無理難題を押しつける。
※登場人物の経歴、漢字表記は公式ガイドブック『ホジュン 宮廷医官への道』（共同通信社発行、2007年）を参考にした。

## スタッフ
- 脚本： チェ・ワンギュ
- 演出： イ・ビョンフン